# 伊萬·尼文
伊萬·莫頓·尼文（英語：Ivan Morton Niven，1915年10月25日—1999年5月9日），美國數學家，从事数论研究，部分解决了华林问题。尼文數、尼文常数、尼文定理以他命名。他也是很多数学书籍的作者。

## 生平
尼文生于温哥华。从英属哥伦比亚大学毕业后，在芝加哥大学获得博士学位，师从著名的数论大师伦纳德·尤金·迪克森（数学家杨武之导师）。从1947年到1981年，他一直在俄勒冈大学任教。從1983年到1994年，他都是美國數學協會主席。

## 研究
1944年，尼文证明了1770年爱德华·华林提出的华林问题的主体部分。尼文曾和埃尔德什·帕尔共同发表论文，所以他的埃尔德什数是1

## 认可
1970年，尼文获得了保罗·R·哈尔莫斯–莱斯特·R·福特奖。2000年，一颗1998年发现的小行星被命名为12513 Niven

## 著作
- 无理数 (1956)[7]
- 数论导论 (和赫伯特·祖克曼合著)（1960）[8]

## 外在链接
- Donald Albers and G. L. Alexanderson. "A conversation with Ivan Niven （页面存档备份，存于）", College Mathematics Journal, 22, 1991, pp. 371–402.